# Hansom cab
El hansom cab es un tipo de carruaje ligero de dos ruedas y tirado por un solo caballo que fue diseñado y patentado en 1834 por el arquitecto nacido en York, Joseph Hansom.

## Historia

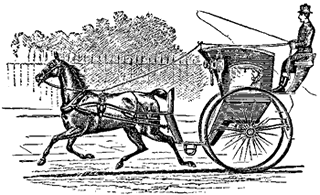
Ilustración de hansom cab donde se aprecia el diseño ligero, ágil y con bajo centro de gravedad.

El vehículo fue desarrollado y probado por Hamson en Hinckley, Leicestershire, Inglaterra. Originariamente fue llamado Hansom safety cab y su diseño combinaba velocidad con seguridad al ser ligero y tener un bajo centro de gravedad lo que proporcionaba mayor seguridad en los giros. Hansom vendió la patente y su diseño original fue posteriormente modificado por John Chapman y otros para mejorar su utilidad pero siempre se mantuvo el nombre de Hansom
Cab es una abreviatura de cabriolé lo que indicaba el tipo de carruaje. Usado en un principio como coche de alquiler con el desarrollo de los relojes mecánicos y el taxímetro para el control de tarifas el Hansom acabó convirtiéndose en un vehículo de transporte con conductor y pasó a ser conocido como Taxicab.
Los Hansom cab fueron unos vehículos tremendamente populares pues eran rápidos, suficientemente ligeros para ser tirados por un solo caballo lo que los hacía más baratos que los pesados carruajes de cuatro ruedas y lo bastante ágiles como para moverse con soltura entre el denso tráfico  y numerosos atascos habituales en el Londres del siglo XIX. En su época de mayor esplendor llegó a haber hasta 7500 Hansom cabs en activo y rápidamente su uso se extendió por otras ciudades inglesas así como a otras capitales europeas especialmente en París, Berlín y San Petersburgo. También se introdujo en otras ciudades del Imperio británico y en los Estados Unidos convirtiéndose en el carruaje de alquiler de uso más común en Nueva York.

### Hansom Cab Company
La Hansom Cab Company fue designada para proveer de transporte a la ciudad de Nueva York y de Miami en mayo de 1869. La central se instaló en el 133 de Water Street (Manhattan), las mismas oficinas que la Duncan, Sherman & Company quienes sirvieron de banqueros a la firma. La flota de Hansom cab se construyeron en Nueva York y se estableció una tarifa de 30 centavos por persona y milla y 40 centavos para dos personas. También había una tarifa fija de 75 centavos para una o dos personas por viajes que no excedieran de una hora.
Los cab fueron usados ampliamente hasta 1908 cuando comenzaron a imponerse los vehículos a motor. En 1920 los cabs a motor ya superaban ampliamente a los Hansom cabs y la última licencia para un coche de caballos en Londres fue expedida en 1947.

## Diseño

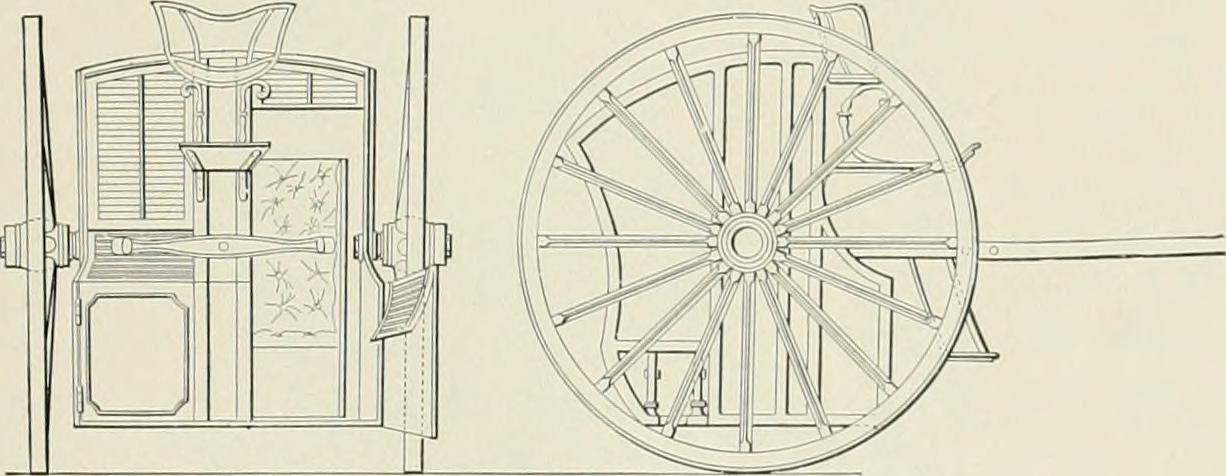
Dibujo de Hansom con las especificaciones del Hansom cab para la patente de 1834. Hansom's patent cab 1834.

El Hansom cab era parecido al tílburi con capacidad para dos personas (incluso tres) y un conductor que iba sobre un asiento con muelles en la parte superior trasera del vehículo. Los pasajeros podían dar instrucciones al conductor y pagar el viaje a través de una trampilla situada en la parte trasera del techo. Una vez abonado el viaje, el conductor accionaba una palanca que abría las puertas y los pasajeros podían descender. Algunos modelos disponían también de un dispositivo que manejaba el conductor y regulaba la tensión del carruaje sobre el caballo.
La parte frontal estaba descubierta y los pasajeros se protegían de las inclemencias del tiempo por una capota de madera en la parte superior y puertas de madera a ambos lados. Versiones más adelantadas disponían en las puertas de ventanillas que podían subir y bajar y más adelante se instalaron también guardabarros en las ruedas que protegían a los pasajeros de salpicaduras y piedras que podían saltar al paso del carruaje.

## En la cultura popular
- En el libro Azabache de la escritora Anna Sewell el caballo protagonista pasa gran parte de su vida en Londres tirando de un Hansom  cab.

- En las novelas de Sherlock Holmes escritas por Sir Arthur Conan Doyle hay frecuentes menciones a los Hansom cab.

- "The Adventure of the Hansom Cab", en español La aventura de los coches de punto, es el tercer y último relato del libro de Robert Louis Stevenson, "El club de los suicidas" en donde un elegante Hansom cab y su cochero son personajes principales de la trama. También, en su más conocida novela, El extraño caso del doctor Jekyll y el señor Hyde, se recurre a menudo a los Hansom cab.

- En la película de 1956 La vuelta al mundo en ochenta días, (David Niven) como Phileas Fogg  y Cantinflas como Passepartout, usan un Hansom cab para llegar a tiempo hasta el Reform Club y ganar la apuesta.

- En el juego Assassin's Creed: Syndicate ambientado en el Londres victoriano, los Hansom son usados como vehículos versátiles de transporte.

- En la película The Mystery of a Hansom Cab de 2012 y basada en un libro del mismo título escrito por Fergus Hume en 1886, un caballero inglés es asesinado durante un trayecto en la parte de atrás de un Hansom cab.

## Galería

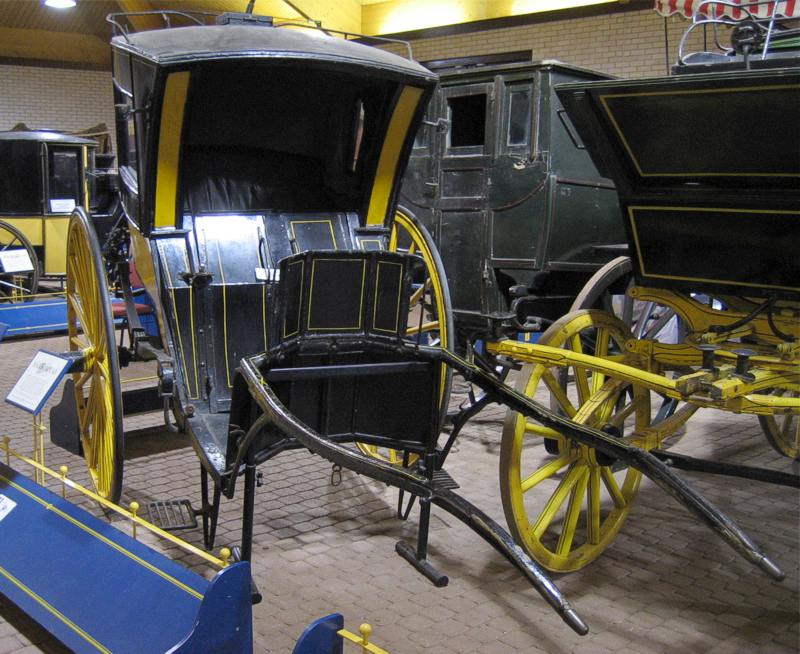
Un hansom cab de la colección Mossman Collection en Luton.
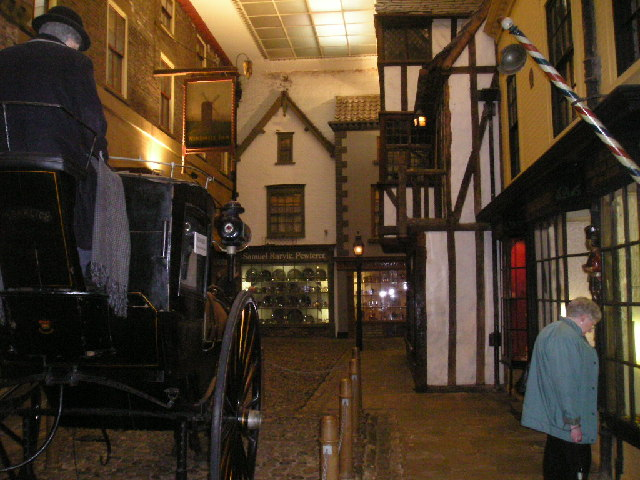
Hansom cab en el Museo del Castillo de York
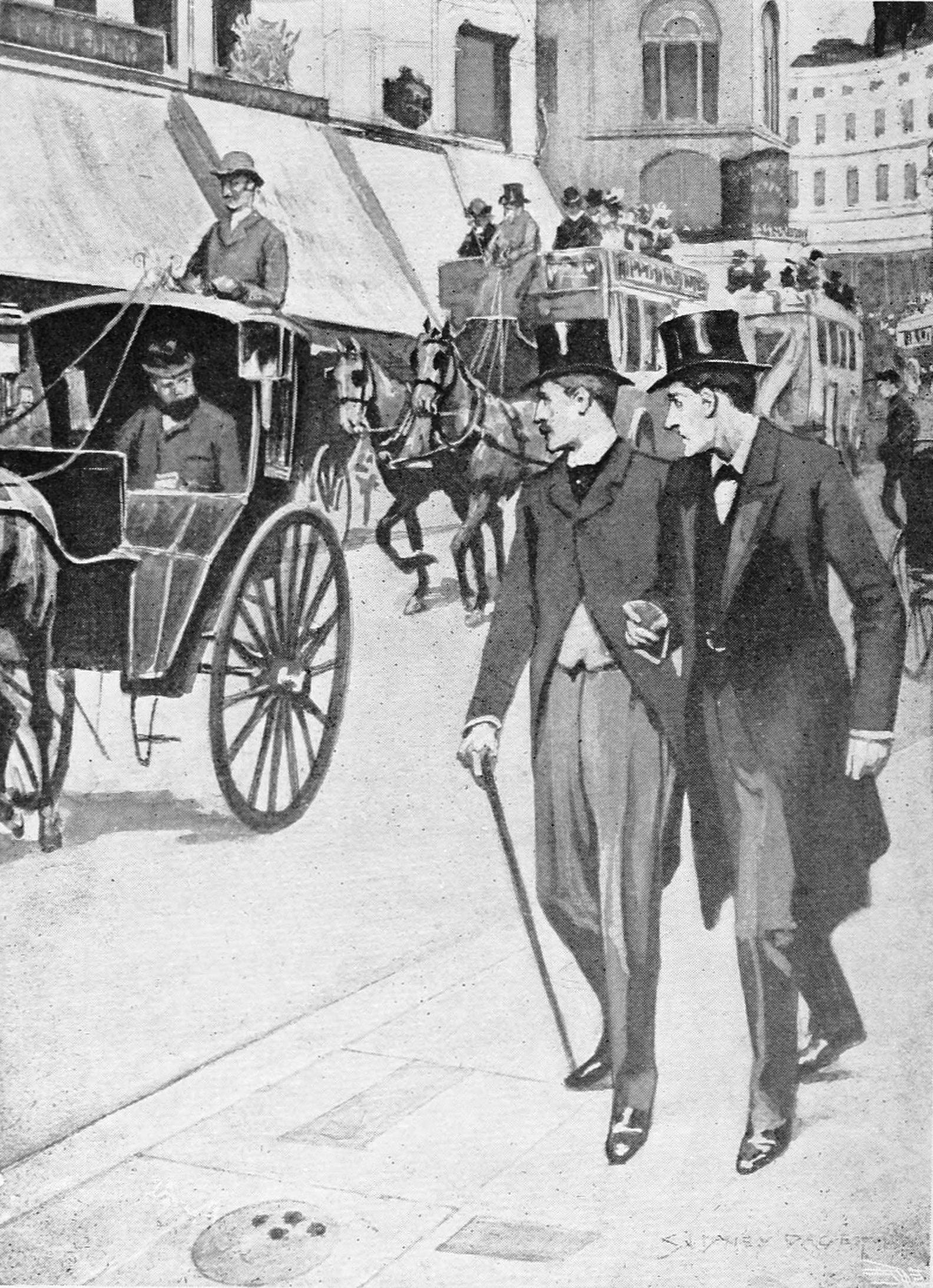
Ilustración del libro El perro de los Baskerville de Sir Arthur Conan Doyle. 1901
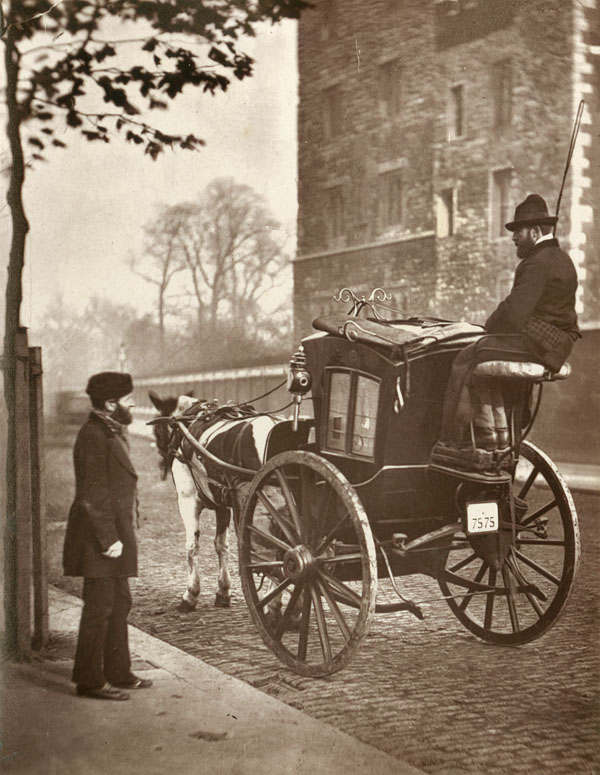
Hansom cab en Londres en 1877.
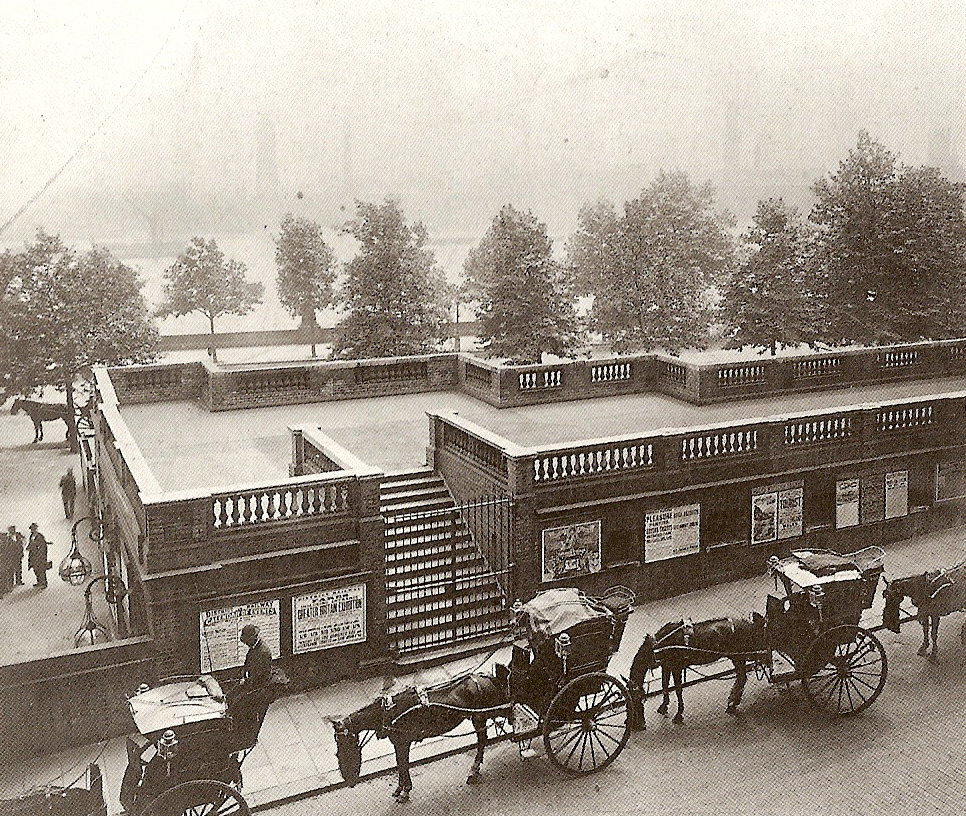
Salida de la estación de metro en Temple, Londres, donde esperan los Hansom cab.(1899)